# Via Setina
La Via Setina era una strada di Roma antica, che collegava la città a Terracina, prima che fosse costruita la Via Appia..  La via usciva da Roma tra l’Aventino ed il Celio, passava per Alba Longa, Velletri, proseguendo in direzione di Sezze (l'antica Setia, da cui il nome) per arrivare a Terracina.
Viene citata da Gellio nelle sue Noctes Atticae. . Di questa antica via romana, sono state trovate tracce a nord di Cisterna di Latina.. La sua utilizzazione venne condizionata dalla via Appia, che lungo la costa collegava Roma al Sud con un percorso più rettilineo e agevole. Quando l'Appia fu lastricata, nel 312 d.C., la via Setina fu trascurata come strada di lunga percorrenza, anche in considerazione della maggiore tortuosità del suo tracciato. 
Il primo riferimento di epoca moderna alla via Setina risale al XVII secolo, dove è indicata anche come strada romana per Napoli. 